# Falco falconella
Falco falconella — вид викопних хижих птахів родини соколових  (Falconidae). Вид існував в еоцені у Північній Америці. Голотип YPM VP 000836 знайдений у відкладеннях формації  Бріджер поблизу міста Уїлта у штаті Вайомінг, США. Зберігається у Музеї природознавства Яла Пібоді у Нью-Гейвені.

## Див.текст
- Список викопних птахів

| Гасторніс | Це незавершена стаття про викопних птахів. Ви можете допомогти проєкту, виправивши або дописавши її. |